# Dina Meyer
Dina Meyer (ur. 22 grudnia 1968 w Nowym Jorku) – amerykańska aktorka telewizyjna i filmowa.

## Biografia[1]
Meyer wychowała się w nowojorskiej dzielnicy Queens. Później przeprowadziła się na Long Island. W wieku szesnastu lat próbowała swoich sił jako modelka. W 1990 roku ukończyła marketing na Long Island University w stopniu licencjata.
Po ukończeniu studiów, postanowiła spróbować swoich sił w aktorstwie. W 1993 roku pojawiła się gościnnie w popularnym serialu telewizyjnym. Beverly Hills, 90210, gdzie zagrała Lucindę Nicholson. Później zagrała w głośnym filmie Johnny Mnemonic. Sukces filmu sprawił, że zaczęła pojawiać się w coraz liczniejszych produkcjach.

## Filmografia
- 2016 – Lot 192 (Turbulence) jako Sarah Plummer
- 2009 – Bez skazy (Nip/Tuck) jako Roxy St. James
- 2007 – Piła IV (Saw IV) jako det. Allison Kerry
- 2007 – Przynęty: Uwiedzenie (Decoys 2: Alien Seduction) jako dr Alana Geisner
- 2006 – Piła III (Saw III) jako det. Allison Kerry
- 2005 – Miasteczko Point Pleasant (Point Pleasant) jako Amber Hargrove
- 2005 – Dzikie żądze: Nieoszlifowane diamenty (Wild Things: Diamonds in the Rough) jako Kirsten Richards
- 2005 – Piła II (Saw II) jako det. Allison Kerry
- 2005 – Zbrodnicza namiętność (Crimes of Passion) jako Rebecca Walker
- 2005 – Storyteller jako Lydia
- 2003 – Deception jako Erin
- 2004 – Piła (Saw) jako det. Allison Kerry
- 2002 – Star Trek: Nemesis jako Donatra
- 2002–2003 – Ptaki nocy (Birds of Prey) jako Barbara Gordon, Wyrocznia
- 2000 – Zawód: Szpieg (Secret Agent Man) jako Holiday
- 1999 – Lepiej niż w książce (Stranger than Fiction) jako Emma
- 1998 – Zbrodnia doskonała (Poodle Springs) jako Laura
- 1997 – Żołnierze kosmosu (Starship Troopers) jako Dizzy Flores
- 1996 – Ostatni smok (Dragonheart) jako Kara
- 1995 – Johnny Mnemonic jako Jane
- 1993–1994 – Beverly Hills, 90210 jako Lucinda Nicholson